# Monte Hope (Antártida Oriental)
El monte Hope es una colina redondeada, con una elevación de unos 1.100 m, ubicada al pie del glaciar Beardmore, en la Barrera de hielo de Ross, en la Antártida.

## Descubrimiento
El monte Hope fue descubierto el 3 de diciembre de 1908 por Ernest Shackleton y su grupo expedicionario, camino al polo Sur durante la expedición Nimrod. Al ascender a esta colina el grupo pudo ver por primera vez el glaciar que les serviría de ruta hacia la Meseta Antártica y el Polo Sur. Al respecto Shackleton escribió: «Hemos alcanzado la base de la montaña que esperamos escalar para poder apreciar el terreno circundante [...] Hemos escalado con gran dificultad esta pared de roca, y luego ascendido por una pendiente suave de nieve [...] Desde la cima se aprecia una ruta franca hacia el sur, ya que a partir de aquí se extiende ante nosotros un gran glaciar [...] en dirección sur que parece fundirse con la masa de hielo tierra adentro». Shackleton llamó a esta colina «Monte Hope»  (en inglés: Monte Esperanza), por el impacto que tuvo sobre la expedición. El grupo de Shackleton ascendió por la ruta del glaciar a la meseta, pero emprendieron el regreso antes de llegar al Polo.
Tres años después, el grupo del Capitán Scott utilizó esta misma ruta y sus miembros llegaron hasta el Polo, sin embargo todos los integrantes del grupo fallecieron durante el viaje de regreso.
En 1916 el equipo del mar de Ross ubicó en el Monte Hope el último depósito de víveres para la marcha transcontinental fallida de Shackleton, parte de la Expedición Imperial Transantártica.